# Joanna Rusinek
Joanna Rusinek (ur. 6 lipca 1978 w Krakowie) – polska ilustratorka, projektantka okładek płyt i książek, pisarka. Ukończyła studia na Wydziale Grafiki Akademii Sztuk Pięknych w Krakowie. Wraz z Michałem Pawłowskim prowadziła studio graficzne Kropka i Kreska.  Jej ilustracje pojawiały się na łamach „Dużego Formatu”,  „Wysokich Obcasów Extra” i „Tygodnika Powszechnego”.

## Życiorys
Początkowo próbowała swoich sił jako modelka, później studiowała filologię angielską, lecz szybko zmieniła kierunek na grafikę. W 2006 roku obroniła dyplom w pracowni filmu animowanego prowadzonej przez profesora Jerzego Kucię.  Obecnie w swojej pracy twórczej nie zajmuje się animacją, a ilustrowaniem książek dla dzieci. Tworzy również plakaty, okładki płyt i książek, identyfikacje wizualne oraz logotypy. Jest także autorką książki Kosmiczna sonda uliczna. 
Ma starszego brata, literaturoznawcę i byłego sekretarza noblistki Wisławy Szymborskiej – Michała Rusinka. Joanna Rusinek jest autorką projektu graficznego okładki do tomiku wierszy Szymborskiej Wystarczy.  Wraz z bratem wydaje książki dla dzieci, do których tworzy autorskie ilustracje.  Ich książka z 2009 roku Mały Chopin została przetłumaczona na kilkanaście języków i  w roku 2011 zdobyła nagrodę Premio Samarelli. W 2018 roku w 31. edycji konkursu Książka IBBY wspólna publikacja rodzeństwa Rusinek, Jaki znak Twój? Wierszyki na dalsze sto lat niepodległości, otrzymała tytuł Książki Roku.  
Przez dwa lata pracowała jako asystentka żony Czesława Miłosza – Carol Thigpen.

## Technika prac
Ilustratorka podkreśla, że jej prace powstają w sposób tradycyjny. Maluje je akwarelami na papierze, a dopiero w ostatnim etapie obróbki graficznej zostają one przetworzone do wersji cyfrowej i poddane obróbce komputerowej.

## Książki
- Kosmiczna sonda uliczna, Wydawnictwo Chmurrra Burrra, Kraków 2018.

## Ilustracje książkowe
- Piotruś Pan i Wandy,  Wydawnictwo Znak emotikon 2006.
- Jak przeklinać? Poradnik dla dzieci, Znak 2008.
- Zuzanka z pistacjowego domu, Wydawnictwo Literatura 2009.
- Mały Chopin, Znak 2009.
- Kreska i Kropek, Austeria 2010.
- Samotny Jędruś, Czerwony Konik 2011.
- Pamiętnik grzecznego psa, Wydawnictwo Literatura 2011.
- Jan Brzechwa dzieciom, Nasza Księgarnia 2011.
- Bezsenność Jutki, Wydawnictwo Literatura 2012.
- Wierszyki domowe. Sześć i pół tuzina wierszyków Rusinka, 2012.
- Piosenki Stenki, Literatura 2012.
- Pułapka na ktosia, Egmont Polska 2012.
- O trzech pierścieniach, Austeria 2013.
- Co ty mówisz?! Magia słów, czyli retoryka dla dzieci, Wydawnictwo Literatura 2013.
- Rany Julek! O tym, jak Julian Tuwim został poetą, Wydawnictwo Literatura 2013.
- Nowe przygody grzecznego psa, Wydawnictwo Literatura 2013.
- Oko w oko z diplodokiem, Egmont Polska 2013.
- Historia Pewnego statku. O Rejsie Titanica, Egmont Polska 2014.
- Wakacje grzecznego psa, Wydawnictwo Literatura 2014.
- Franuś, gdzie ty masz głowę?, Wydawnictwo Literatura 2014.
- Smok w powidłach, Wydawnictwo Literatura 2014.
- Kiedy chodziłem z Julką Maj, Wydawnictwo Literatura 2014.
- Wojna na pięknym brzegu, Wydawnictwo Literatura  2014.
- Rok 1989. Mała książka o pewnej kurtynie, czekoladzie i wolności, Kancelaria Prezydenta Rzeczypospolitej Polskiej 2014.
- Pałac Prezydencki dla dzieci, Kancelaria Prezydenta Rzeczypospolitej Polskiej 2014.
- Bazylia. Klinika zdrowego chomika, Wydawnictwo Literatura 2015.
- Ostatnie piętro, Wydawnictwo Literatura 2015.
- Kocie kłopoty grzecznego psa, Wydawnictwo Literatura 2016.
- Jak przekręcać i przeklinać. Poradnik dla dzieci, Kraków 2016.
- Wędrówka Nabu, Austeria 2016.
- Chłopiec z Lampedusy, Wydawnictwo Literatura 2016.
- Psociniec, Wydawnictwo Literatura 2017.
- Pudełko pełne kotów, Wydawnictwo Literatura 2017.
- Kefir w Kairze. Rymowany przewodnik po miastach świata, Wydawnictwo: Znak emotikon 2018.
- Jaki znak Twój? Wierszyki na dalsze sto lat niepodległości, Wydawnictwo: Znak emotikon 2018.
- Jak się dogadać? czyli retoryka codzienna, Znak 2018.
- Zakochany grzeczny pies, Wydawnictwo Literatura 2019.

## Nagrody
- Literacka Nagroda Wielkopolskich Czytelników (2024)[6]